# Werner Thole
Werner Thole (* 7. Februar 1955) ist ein deutscher Sozialpädagoge und Hochschullehrer für Erziehungswissenschaft mit dem Schwerpunkt Soziale Arbeit und außerschulische Bildung am Fachbereich Humanwissenschaften der Universität Kassel.

## Leben
Thole nahm 1974 das Studium der Sozialpädagogik an der Fachhochschule Düsseldorf auf und arbeitete anschließend als Diplom-Sozialpädagoge in der außerschulischen Kinder- und Jugendarbeit. Neben seiner Beschäftigung begann er ein Lehramtsstudium in Deutsch und Geschichte und Erziehungswissenschaft an der Universität-Essen. Nach dem Abschluss zum Dipl.-Pädagogen promovierte Thole im Jahr 1988 an der Universität Dortmund. Im Zeitraum von 1988 bis 1992 arbeitete er als Lehrer an einer Berufsfachschule für Ergotherapie in Essen und dozierte parallel dazu von 1991 bis 1992 an der Pädagogischen Hochschule Halle-Köthen. 1992 habilitierte sich Thole an der Bergischen Universität Wuppertal, um anschließend von 1992 bis 1994 eine Professur an der Fachhochschule Hildesheim anzunehmen.
Er ist verheiratet und hat zwei Kinder.

## Wirken
1994 wechselte Thole an die Universität Dortmund und übernahm dort eine Vertretungsprofessur für Sozialpädagogik im Fachbereich Erziehungswissenschaften und Biologie. Von 1997 bis 2000 war er Professor für Sozialpädagogik an der Fachhochschule Köln. Seit 2000 ist er Professor für Erziehungswissenschaft an der Universität Kassel mit dem Schwerpunkt Soziale Arbeit und außerschulische Bildung.
Seine Forschungsschwerpunkte liegen in theoretischen, professionsbezogenen und disziplinären Fragen der Sozialpädagogik, der aktuellen und historischen Kindheits- und Jugendforschung, der rekonstruktiven, qualitativen Sozialforschung im Kontext sozialpädagogischer Problemstellungen, der Theorie und Praxis der Kinder- und Jugendhilfe, insbesondere der außerschulischen Kinder- und Jugendarbeit und ausgewählten Aspekten der Geschichte der Sozialen Arbeit.

## Mitgliedschaften
Neben seiner Tätigkeit als Hochschullehrer an der Universität Kassel bekleidete und bekleidet Werner Thole verschiedene Ämter und Funktionen im Feld der Forschung und Empirie der Sozialen Arbeit, der Förderung des wissenschaftlichen Nachwuchses und der fachpolitischen und fachgesellschaftlichen Vertretung der Sozialpädagogik. So ist er seit 1992 in der nationalen Vorbereitungs- und Initiativgruppe zum »Bundeskongress Soziale Arbeit«, der regelmäßig an wechselnden Hochschulen in Deutschland stattfindet und sich als Austauschforum für Wissenschaft und Praxis der Sozialen Arbeit versteht.
Von 2001 bis 2007 war er Vorsitzender des Fachausschusses »Ausbildung und Forschung« der Arbeitsgemeinschaft Jugendhilfe (AGJ), Berlin, und in dieser Funktion Mitglied im Vorstand der AGJ.
Besonders eng verbunden ist sein Name mit der Deutschen Gesellschaft für Erziehungswissenschaft (DGfE), die sich als Fachgesellschaft für alle Teildisziplinen der Erziehungswissenschaft versteht. Hier war Werner Thole von 2002 bis 2006 Mitglied im Vorstand der Sektion | Kommission Sozialpädagogik der Deutschen Gesellschaft für Erziehungswissenschaft (DGfE), 2002 bis 2004 als Sprecher der Sektion »Sozialpädagogik«. In den Jahren 2006–2010 war er Schatzmeister im Gesamtvorstand der DGfE und schließlich von 2010 bis 2013 Vorsitzender der Deutschen Gesellschaft für Erziehungswissenschaft (DGfE), der er seit 2004 als Vorstandsmitglied angehörte.
Auch mit dem Deutschen Jugendinstitut in München ist Werner Thole seit 2005 verbunden. In jenem Jahr wird er berufenes Mitglied des Vereins des Deutschen Jugendinstituts (DJI) bis zu seiner Wiederwahl 2007. Seit 2007 fungiert er als Mitglied im wissenschaftlichen Beirat des DJI. Ab 2012 zunächst als stellvertretender Vorstand und seit 2017 schließlich als Vorsitzender des wissenschaftlichen Beirats. In dieser Funktion ist er auch Mitglied im Kuratorium.
Als Mitglied in wissenschaftlichen Beiräten arbeitet Werner Thole auch mit weiteren Institutionen zusammen. So ist er seit 2007 im wissenschaftlichen Beirat der SALUS GmbH, Sachsen-Anhalt, im gleichen Jahr wird er Mitglied des wissenschaftlichen Beirats des Projektes »Studie zur Entwicklung von Ganztagsschulen« (StEG), des DIPF | Leibniz-Institut für Bildungsforschung und Bildungsinformation, Frankfurt a. M. und Berlin. Ab 2010 ist er Mitglied im wissenschaftlichen Beirat »Bildungsforschung des BMBF« und arbeitet seit 2010 im wissenschaftlichen Beirat »Sexuelle Gewalt gegen Mädchen und Jungen in Institutionen« mit. 2010 bis 2011 wirkte er am Runden Tisch »Sexueller Missbrauch« der AG 3 des Bundesministeriums für Bildung und Forschung (BMBF) mit.

Für die Hans-Böckler-Stiftung (hbs) ist er seit 2001 Vertrauensdozent und Gutachter, zwischenzeitlich in Düsseldorf, von 2006 bis 2010, und seit 2013 Mitglied im Promotionsausschuss der hbs, die unter anderem junge Wissenschaftler auf dem Weg zur Promotion ideell und finanziell im Rahmen von Promotionsstipendien fördert.

## Schriften
Thole ist Autor und Herausgeber zahlreicher Publikationen zu Themen der Sozialen Arbeit. Er ist u. a. Herausgeber des Grundlagenwerks Grundriss Soziale Arbeit: Ein einführendes Handbuch und (Mit-)Herausgeber der Reihen Kasseler Edition Soziale Arbeit, Soziale Arbeit – Grundlagen, der Sozialen Passagen sowie des Nachschlagewerks Taschenwörterbuch Soziale Arbeit.